# Hugo Johansson
Carl Hugo Johansson (ur. 16 czerwca 1887 w Sztokholmie, zm. 23 lutego 1977 tamże) – szwedzki strzelec, pięciokrotny medalista olimpijski.
Hugo Johansson w swojej karierze wziął udział w trzech igrzyskach olimpijskich, w latach 1912–1924.

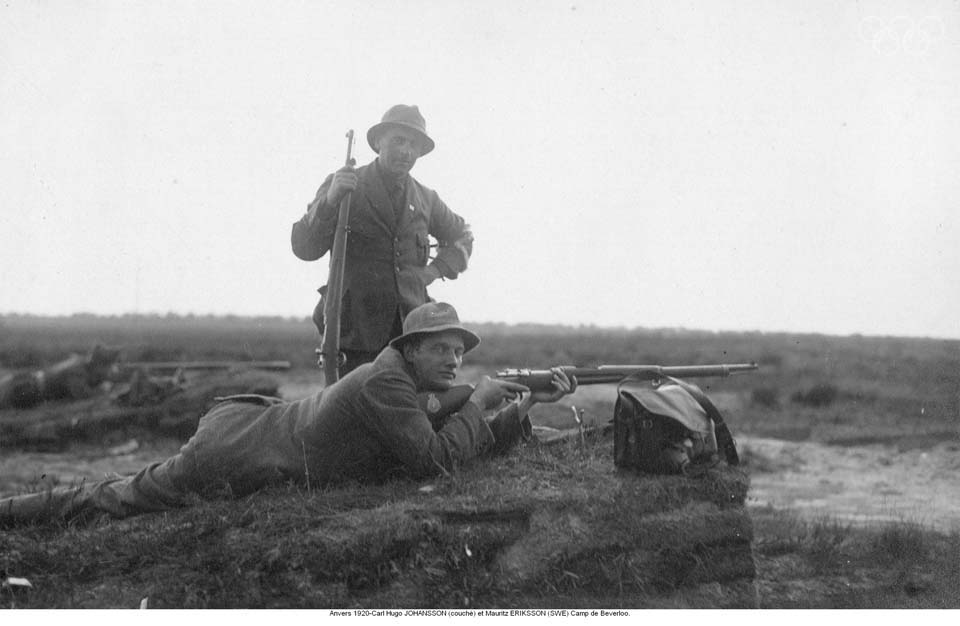
Hugo Johansson (na leżąco) i Mauritz Eriksson (na stojąco)